# Amblyseius corderoi
Amblyseius corderoi är en spindeldjursart som beskrevs av Chant och Baker 1965. Amblyseius corderoi ingår i släktet Amblyseius och familjen Phytoseiidae. Inga underarter finns listade i Catalogue of Life.